# Cam Clarke
Cameron Arthur Clarke (ur. 6 listopada 1957 w Los Angeles) – amerykański aktor głosowy, okazjonalnie wokalista.

## Filmografia

### Filmy animowane
- 1998: Scooby Doo na Wyspie Zombie jako Beau Neville
- 1998: Król lew II: Czas Simby jako Simba (śpiew)
- 2000: Mała Syrenka 2: Powrót do morza jako Florek
- 2004: Naruto the Movie: Ninja Clash in the Land of Snow jako Sōsetsu Kazahana
- 2006: Krowy na wypasie jako Freddy
- 2007: Ultrapies jako Attack („Supershep #3”)

### Seriale animowane i anime
- 1987: Wojownicze Żółwie Ninja jako Leonardo, Rocksteady, Mung, różne role
- 1987: Jeździec srebrnej szabli jako Philip
- 1988: Denver, ostatni dinozaur jako Mario, Shades
- 1988: Valorianie i dinozaury
- 1991: Pan Boguś jako pan Boguś
- 1992: Twinkle – przybysz z Krainy Marzeń
- 1994–1998: Spider-Man jako Pan Fantastyczny / Reed Richards
- 1995: Timon i Pumba jako Simba
- 1998: Szalony Jack, pirat
- 2002: Naruto jako Aoi Rokushō
- 2012: Monsuno jako Chase

### Gry
- 2001: Metal Gear Solid 2: Sons of Liberty jako Liquid Snake
- 2004: Painkiller jako Daniel Garner